# Psychotria schliebenii
Psychotria schliebenii är en måreväxtart som beskrevs av Ernest Marie Antoine Petit. Psychotria schliebenii ingår i släktet Psychotria och familjen måreväxter.

## Underarter
Arten delas in i följande underarter:
- P. s. parvipaniculata
- P. s. schliebenii
- P. s. sessilipaniculata